# فردریک داداریان
فردریک داداریان (فرانسوی: Frédéric Tatarian‎؛ زادهٔ ۳۰ دسامبر ۱۹۷۰ در مارسی) بازیکن فوتبال در پست هافبک ارمنی‌تبار اهل فرانسه است.

## باشگاهی
از باشگاه‌هایی که در آن بازی کرده‌است می‌توان به باشگاه فوتبال المپیک مارسی، باشگاه فوتبال کن، باشگاه فوتبال نیس و باشگاه فوتبال سیون اشاره کرد.